# Kazimierz Rudnicki (prawnik)
Kazimierz Rudnicki (ur. 22 lutego 1879 w Wojsławicach, zm. 13 października 1959 w Warszawie) – polski prawnik i historyk, adwokat, prokurator, sędzia i podsekretarz stanu w Ministerstwie Sprawiedliwości w rządzie Władysława Sikorskiego, członek loży wolnomularskiej w Warszawie w czasach II Rzeczypospolitej.

## Życiorys
Urodził się w rodzinie Henryka i Antoniny z Herginów. Ukończył gimnazjum w Piotrkowie Trybunalskim, następnie w 1902 studia prawnicze na Uniwersytecie Warszawskim. Pracował w adwokaturze i równolegle studiował historię na Uniwersytecie Franciszkańskim pod kier. Szymona Askenazego. Jego praca o Kajetanie Sołtyku była obciążona silną tendencją antyrosyjską. Szymon Askenazy w przedmowie do książki napisał: Symbolizuje ona pierwszy w swoim rodzaju, niebywały, nieprawdopodobny akt brutalnej przemocy, dokonany w czasie głębokiego na zewnątrz pokoju przez ościenną, innowierczą potęgę, razem na wolnej Rzeczypospolitej i Kościele katolickim, w osobie kapłana i senatora polskiego. Władysław Konopczyński ocenił książkę Rudnickiego jako najsolidniejszą polską pracę biograficzną w zakresie XVIII stulecia. 
W latach 1904–1906 Rudnicki był aplikantem (potem asesorem i sędzią) w Sądzie Okręgowym w Piotrkowie. W latach 1910–1917 był adwokatem, członkiem Koła Obrońców Politycznych. W okresie od  4 stycznia do 4 września 1917 sprawował urząd Prezydenta Miasta Piotrkowa, następnie był prokuratorem Sądu Okręgowego w Piotrkowie. W 1920 wstąpił ochotniczo do Wojska Polskiego. W okresie 1921–1923 był prokuratorem sądu okręgowego (oskarżał m.in. w procesie Eligiusza Niewiadomskiego), w 1923 wiceministrem sprawiedliwości, 1923–1936 prokuratorem sądu okręgowego, następnie apelacyjnego w Warszawie. Został usunięty z tego stanowiska (nazywany „czerwonym prokuratorem”) za udzielanie pomocy oskarżonym w sprawach politycznych. Od 4 lipca 1936 do 16 października 1936 był prezesem Sądu Apelacyjnego w Krakowie. Na własną prośbę został przeniesiony w październiku na stanowisko prezesa Sądu Apelacyjnego w Warszawie. W maju 1937 ponadto otrzymał nominację na sędziego Trybunału Stanu na okres trzechletni. Był członkiem zarządu Towarzystwa Kryminologicznego oraz członkiem Zarządu Głównego Zrzeszenia Sędziów i Prokuratorów (do 1939). 

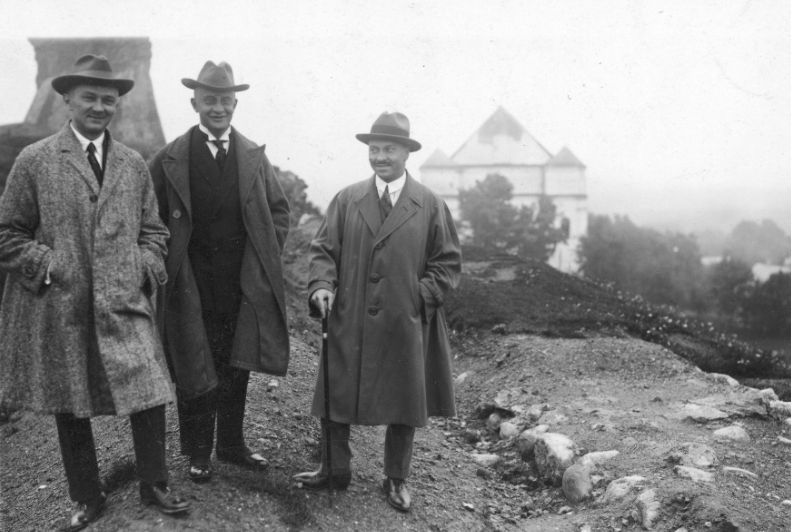
Prokurator Sądu Apelacyjnego w Warszawie Kazimierz Rudnicki (w środku), podprokurator Michał Skoczyński (1. z lewej) i podprokurator Kaduszkiewicz.

W okresie okupacji niemieckiej aż do wybuchu powstania warszawskiego pozostał na stanowisku prezesa Sądu Apelacyjnego w Warszawie. W latach 1939–1944 był ponadto prezesem Patronatu w Warszawie. 
Po wojnie, od lutego 1945 był prezesem Sądu Apelacyjnego w Warszawie z siedzibą w Łodzi. W listopadzie 1946 został przeniesiony na stanowisko prezesa Sądu Apelacyjnego w Krakowie. 4 grudnia 1947 powierzono mu pełnienie obowiązków sędziego Sądu Najwyższego z zachowaniem dotychczasowych funkcji. 1 kwietnia 1950 został przeniesiony na stanowisko sędziego Sądu Najwyższego w Ośrodku Sesji Wyjazdowych w Krakowie, z dniem 27 lutego 1951 sędzia w Sądzie Wojewódzkim w Krakowie. Był uznawany za krasomówcę sądowego (niektóre z jego przemówień ogłoszono drukiem). 
Od 1906 był mężem Marii z Jakimowiczów (1882–1959). 
Zmarł w Warszawie. Został pochowany na cmentarzu Powązkowskim (kwatera 155-1-13,14). 

## Publikacje
- Biskup Kajetan Sołtyk 1715–1788, Kraków – Warszawa 1906.
- Wspomnienia prokuratora, przedmowę napisał Wacław Barcikowski, Warszawa: „Czytelnik” 1956 (wyd. 2 – 1957).

## Ordery i odznaczenia
- Krzyż Komandorski z Gwiazdą Orderu Odrodzenia Polski
- Krzyż Komandorski Orderu Odrodzenia Polski (2 maja 1923)[12][13]
- Złoty Krzyż Zasługi (9 listopada 1931)[14]
- Złoty Wawrzyn Akademicki (5 listopada 1935)[15]